# Messerschmitt Me 309
Il Messerschmitt Me 309 era un prototipo di aereo da caccia costruito dall'azienda tedesca Messerschmitt AG durante i primi anni della seconda guerra mondiale.
Progettato per sostituire e replicare il successo del Messerschmitt Bf 109, non ebbe la stessa fortuna a causa della difficoltà di messa a punto e delle prestazioni inferiori alle aspettative.

## Storia del progetto
Il progetto del Me 309 ebbe inizio nel 1940, quando apparve la versione Mk.II del Spitfire inglese, affrontato dalla Luftwaffe per la prima volta durante Battaglia d'Inghilterra. Il titolare e progettista Willy Messerschmitt aveva già l'intenzione di realizzare un progetto che sostituisse e superasse il suo già ottimo Bf 109 ma il Reichsluftfahrtministerium (RLM), il Ministero dell'Aria del Reich, non ritenne che fosse una impellente priorità decidendo di valutare la nuova proposta solo alla fine del 1941.

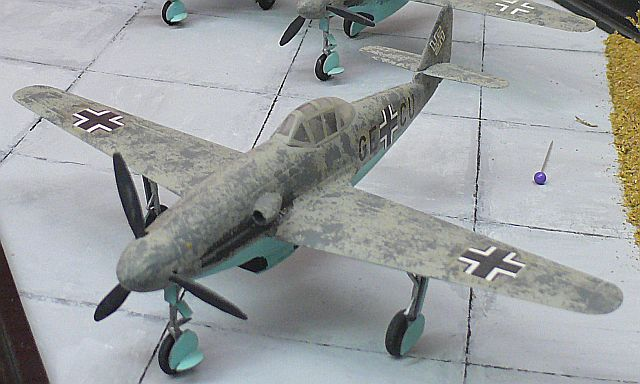
Modello in scala del Me 309.

Inizialmente Messerschmitt volle testare alcune delle migliorie destinate al nuovo modello su tre cellule di Bf 109 F, la V23 dotata di un radiatore ventrale, la V31 con un nuovo radiatore e carrello d'atterraggio triciclo anteriore che facilitava la visibilità al pilota, e la V30 dotata di un abitacolo pressurizzato.
Il primo prototipo, a cui venne data la denominazione provvisoria 309 V1 e che riuniva tutte le caratteristiche già provate singolarmente, venne completato nella primavera del 1942 ma problemi di messa a punto del carrello anteriore ne ritardarono il battesimo dell'aria. Venne portato in volo per la prima volta il 18 luglio 1942 dotato di motorizzazione Daimler-Benz DB 603 A-1 capace di 1 750 PS (1 287 kW) a 2 700 giri/min, che gli consentì di raggiungere delle prestazioni lusinghiere anche se non determinanti. Il nuovo modello infatti superava di circa 50 km/h orari il Bf 109 F, una velocità che diminuì però sensibilmente quando gli vennero applicati gli armamenti non previsti sul modello inaugurale, vanificando il motivo che lo aveva spinto maggiormente alla sua progettazione, la mancanza di velocità massima. Questo fattore, unito ad una serie di problemi tecnici e lo sviluppo nello stesso periodo del pari ruolo Focke-Wulf Fw 190 D-9 rivelatosi molto più promettente, convinse l'RLM a sospenderne lo sviluppo ordinando a Messerschmitt di abbandonare il progetto dopo averne realizzato solo 4 esemplari.
Nel 1943 Messerschmitt cercò di realizzare un altro sostituto del Bf 109 con la progettazione dei prototipi Me 209 e Me 209-II anche stavolta senza fortuna condividendo la stessa sorte.

## Utilizzatori
Germania
- Luftwaffe